# 嚴燕松
嚴燕松（Gerald Giam Yean Song，1977年11月22日—），新加坡華裔峇峇娘惹政治人物，工人黨黨員，曾於2011年至2015年期間擔任新加坡國會的非選區議員，並於2020年當選阿裕尼集選區議員。

## 政治生涯
嚴燕松於2011年新加坡大選踏入政壇，當時他與陳恩忠、方榮發、韓蘇美和莫哈默法芝里等5人組成新加坡工人黨東海岸集選區競選團隊，對手是由林瑞生、李奕賢、林雙吉、孟理齊和陳舜娘組成的人民行動黨團隊。工人黨最終以45.17%的得票率僅僅落敗，但由於在當屆大選中勝出的非執政黨國會議員少於9人，而他們的得票率在落敗的反對黨競選人／團隊當中排行第三，因此選舉官也為工人黨團隊分配了一個非選區議席。
工人黨在2011年5月13日確認隸屬該黨東海岸集選區競選團隊的嚴燕松會受委為非選區議員。余振忠也和他一樣，成為工人黨的非選區議員；由此工人黨在國會裏共有8個議席（6個民選議席和2個非選區議席），成為新加坡獨立後第一個佔有8個國會議席的非執政黨，創下該國政壇的新紀錄。

## 教育
- 英华自主中学
- 南加州大學理學士（電子工程）
- 南洋理工大學理學碩士（國際政治經濟）